# Essing

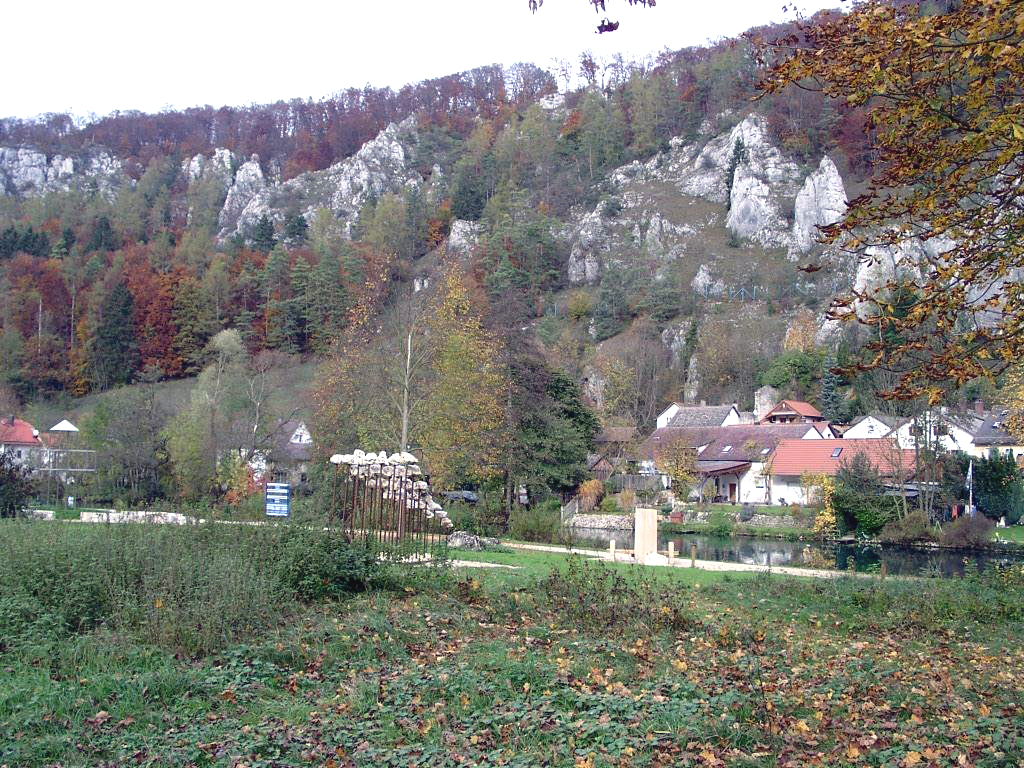
Essing

Essing este o comună-târg din districtul Kelheim, regiunea administrativă Bavaria Inferioară, landul Bavaria, Germania.
Se află lângă Altmühl, la o altitudine de 351 m deasupra nivelului mării. Are o suprafață de 17,38 km² și 17,32 km². Populația este de 1.025 locuitori, determinată în 30 septembrie 2019, prin actualizare statistică[*].